# أوتيلي فيلدرموت
أوتيلي فيلدرموت Ottilie Wildermuth (ولدت في 22 فبراير 1817 في روتنبورج على النيكار – وماتت في 12 يوليو 1877 في توبنغن) أديبة وكاتبة أطفال ألمانية.
أظهرت مبكرا ميلا شديدا للأدب، وكتبت عدة قصص وقصائد. تزوجت عام 1843 من فيلهلم دافيد فيلدرموت الذي عمل أستاذا للغات الحديثة في مدرسة ثانوية للبنات في توبنجن، وهناك اتصلت بروابط الصداقة بالعديد من سيدات المدينة.
أما أول أعمالها فكان قصة بعنوان «العذراء العجوز» ونشرتها عام 1847، ونشرت بعد ذلك المزيد من القصص والروايات وصور الوصفية وكذلك قصصا تدور حول أمور الأسرة والشباب، بجانب صور وصفية للحياة في شفابن من وجهة نظر بروتستانتية، استقت موضوعاتها من الدائرة من المحيطين بها. وقد نشرت عدة مجلات عائلية منتشرة مثل Daheim و Die Gartenlaube أعمالها القصصية والنثرية التي تعجب ذوق الجمهور في تلك الفترة، وتحولت إلى كاتبة مشهورة آنذاك.
وفي عام 1870 أسست مجلة للأطفال اسمها Jugendgarten. وحصلت في عام 1871 في فورتمبرج على الميدالية الذهبية الكبيرة للفن والعلوم. وماتت عام 1877. ويوجد نصب تذكاري لها على جزيرة نيكار في توبنجن.
من أعمالها:
- صور وقصص من الحياة في شفابن 1852
- من عالم الأطفال 1855
- قصص وخرافات
- وطن المرأة 1859
- من القصر والكوخ 1861
- لآلئ من الرمال 1867
- من الشمال والجنوب 1874